# حي العليا (الرياض)

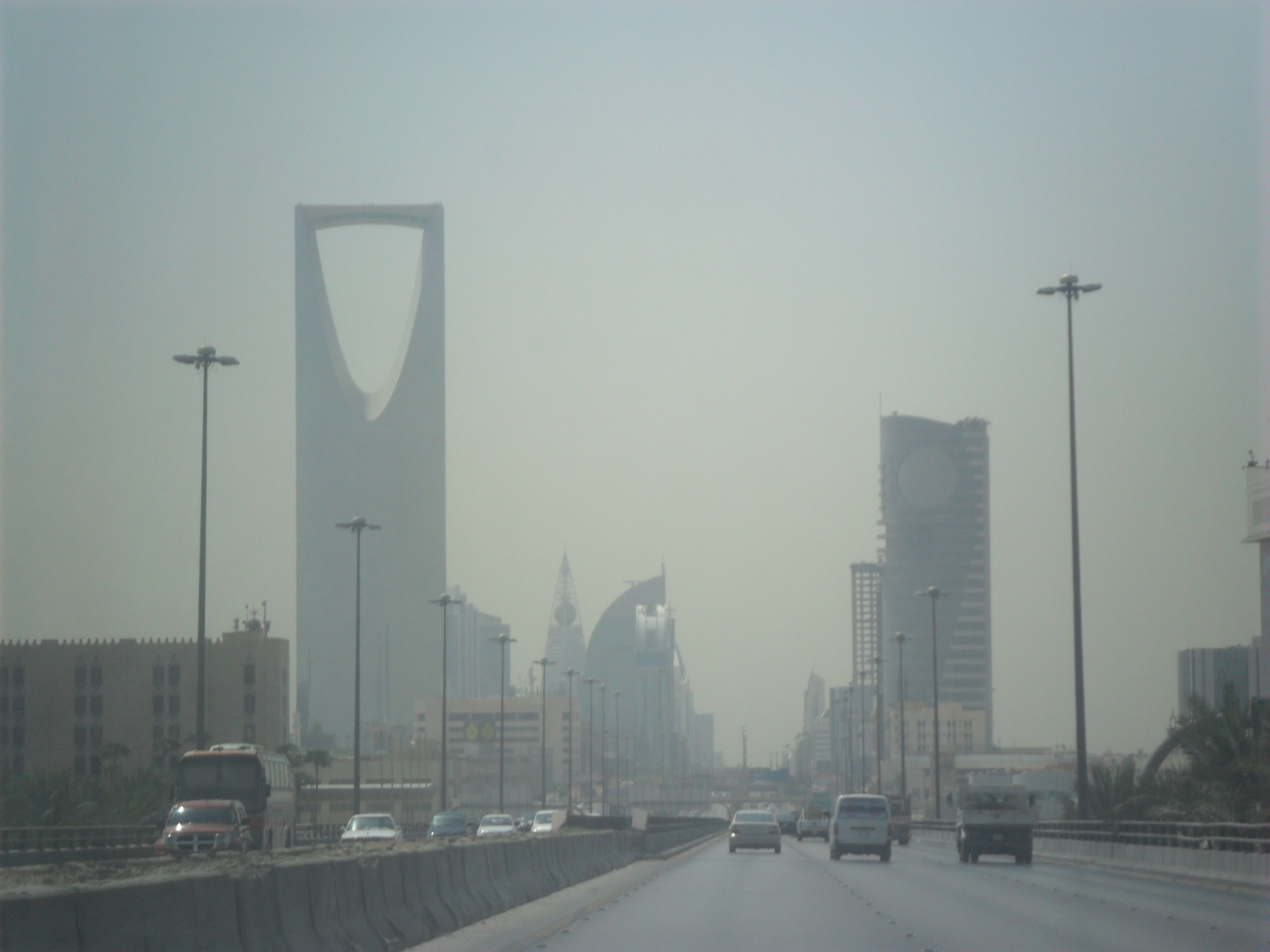
طريق الملك فهد باتجاه حي العليا.

حي العُليا أحد أحياء العاصمة السعودية الرياض، ويعتبر أكثر أحيائها ازدحاماً ومساحة. يتميز الحي بوجود أشهر المعالم الرئيسة في المدينة بما فيها ناطحتي السحاب برج الفيصلية وبرج المملكة وبالتالي فإن الحي يعتبر مركز المال والأعمال الحديث للمدينة ورغم ذلك فإن الحي يتضمن مراكز سكنية كذلك.

## معالم بارزة
تشمل المعالم المحلية ما يلي:
- برج الفيصلية: أول ناطحة سحاب في المملكة العربية السعودية.
- برج المملكة: ثاني أطول مبنى في المملكة العربية السعودية. افتُتح في أواخر عام 2001 بارتفاع 302 مترًا.
- مكتبة الملك فهد الوطنية
- مؤسسة الملك فيصل الخيرية.

- حديقة العليا
- حديقة حي الملك فهد
- حديقة الثغر[3]
- مدارس نجد الوطنية: مدرسة خاصة تأسست عام 1983.
- برج حمد: ناطحة سحاب تجارية تقع بجوار برج الفيصلية.
- برج الراجحي: اكتمل بناؤه في عام 2017، وكان من المخطط أن يكون أطول مبنى في السعودية، إلا أن برج ساعة مكة  تجاوزه في الارتفاع.

## الطرق
يمر في الحي العديد من الطرق الكبيرة والسريعة:
- طريق الملك فهد
- الطريق السريع 40 (طريق مكة)

وفيه من الطرق المهمة:
- طريق العروبة
- طريق الملك عبد العزيز
- طريق الأمير محمد بن عبد العزيز
- شارع التخصصي
- شارع العليا
- شارع الأمير سلطان بن عبد العزيز
- شارع الأمير مساعد بن عبد العزيز
- شارع تركي عبد الله آل سعود
- شارع موسى بن نصير
- شارع ليلة الأخيلية
- شارع عبد الله بن سليمان الحمدان
- شارع الأمير منصور بن عبد العزيز